# Impatiens confusa
Impatiens confusa är en balsaminväxtart. Impatiens confusa ingår i släktet balsaminer, och familjen balsaminväxter.

## Underarter
Arten delas in i följande underarter:
- I. c. confusa
- I. c. longicornu